# 徐岱 (唐朝)
徐岱（?—?），字处仁，唐朝官员，苏州嘉兴县（今浙江省嘉兴市）人。
徐岱家中世代务农。徐岱勤奋好学，六经诸子，精心所究，辩论明锐，不会被问倒。大历年间，转运使刘晏上表推荐他，授校书郎。浙西观察使李栖筠钦佩他的贤德而厚待他，把他的乡里称为复礼乡。后来在朝廷知名，改为河南府偃师县尉。建中年间，礼仪使蒋镇推荐他为太常博士，专掌礼仪。跟随唐德宗出幸奉天、兴元府，以膳部员外郎兼博士。贞元初年，转任水部郎中，充皇太子及舒王已下侍读。改任司封郎中，擢升为给事中，加兼史馆修撰，并依旧侍读。唐德宗每年以自己的生日命佛老与儒士大论麟德殿，召徐岱与赵需、许孟容、韦渠牟讲说。开始三家针锋相对，最后同归于善。唐德宗很高兴。德宗和太子对他恩遇无比。徐岱性情认真谨慎，未尝泄露禁中语，不谈他人之短，家族婚嫁都是孤遗甥侄，时人称道他。但是非常吝啬，亲自持家管仓库钥匙，五十岁去世。唐德宗赙以帛绢。皇太子李诵又赐绢一百疋，赠礼部尚书。有《奉天记》。